# Минден
Минден (њем. Minden) град је у њемачкој савезној држави Северна Рајна-Вестфалија. Једно је од 11 општинских средишта округа Минден-Либеке. Према процјени из 2010. у граду је живјело 82.809 становника. Посједује регионалну шифру (AGS) 5770024, NUTS (DEA46) и LOCODE (DE MID) код.

## Географски и демографски подаци
Минден се налази у савезној држави Северна Рајна-Вестфалија у округу Минден-Либеке. Град се налази на надморској висини од 42 метра. Површина општине износи 101,1 km². У самом граду је, према процјени из 2010. године, живјело 82.809 становника. Просјечна густина становништва износи 819 становника/km².

## Међународна сарадња
| Мјесто    | Држава               | Врста сарадње | Од    |
| --------- | -------------------- | ------------- | ----- |
| Сатон     | Уједињено Краљевство | партнерство   | 1968. |
| Гањи      | Француска            | партнерство   | 1975. |
| Гладсаксе | Данска               | партнерство   | 1968. |
| Гродно    | Бјелорусија          | партнерство   | 1991. |
| Виљанди   | Естонија             | партнерство   | 1992. |
| Хемагор   | Аустрија             | партнерство   | 1981. |
| Извор     |                      |               |       |